# Dean Gorré
Dean Gorré (Paramaribo, 10 settembre 1970) è un allenatore di calcio, dirigente sportivo ed ex calciatore olandese, di ruolo centrocampista, direttore dello sviluppo della Nazionale di calcio di Curaçao.

## Biografia
È il padre di Kenji Gorré, a sua volta calciatore.

## Carriera

### Giocatore
Ha giocato nella prima divisione olandese.

## Palmarès

### Giocatore

#### Competizioni nazionali
- Campionato olandese: 2

Feyenoord: 1992-1993
Ajax: 1997-1998
- Coppa dei Paesi Bassi: 2

Ajax: 1997-1998, 1998-1999